# Variație clinală
Variația clinală sau variabilitatea clinală este un proces continuu de diferențiere, în sens unic, a populațiilor aceleiași specii. Variația clinală poate afecta caracterele legate de dimensiuni, colorit, fiziologie. În variația clinală există unele modificări mici, continui și gradate a unui caracter și a bazei lui genetice, în arealul unei specii, aceste modificări (variații) se succed în același sens la populațiile învecinate pe teren, odată cu variația continuă a unui factor de mediu, de obicei urmând o anumită direcție cardinală. Astfel, la unele specii de păsări anumite dimensiuni scad sau cresc treptat și continuu de la nord la sud sau de la vest la est.
În variația clinală practic nu se pot delimita subspecii, datorită continuității procesului. În aceste cazuri, trecerea este atât de gradată încât zonele de intergradare sunt mai extinse decât zonele în care se găsește subspecia tipică. Pentru asemenea situații, Julian Huxley (1938, 1942) a propus termenul de clin (engl. cline). Clinele se referă la variația treptată a unui caracter. Existența variabilității clinale nu poate justifica singură crearea de noi subspecii, dar o justifica în cazul în care la capetele șirului de populații, variabile (eventual și pe parcurs) apar forme precis diferențiate, care și în alte condiții ar trebui să fie considerate subspecii aparte. Variația clinală are loc la speciile cu răspândire continuă și oarecum uniformă, în arealele cărora nu există bariere, iar condițiile de mediu se schimbă și ele permanent. Unul dintre primele studii asupra clinelor, devenit astăzi clasic, a fost realizat în 1947 de către Björn Petersen asupra fluturilor din nordul Europei. El a analizat 59 de caractere la 16 specii, constatând că aproape 50% din caractere variază clinal. De exemplu la fluturele alb al rapiței (Pieris napi) s-a constatat variația clinală a pigmentației aripilor: formele cele mai întunecate s-au întâlnit în nord-vest, iar cele mai deschise în sud-estul peninsulei scandinave.
Ca exemplu de variabilitate clinală la păsări se poate cita micșorarea treptată a dimensiunilor becaținei (Gallinago gallinago) de la vest spre est pe toată întinderea arealului ei. Variația clinală este o regulă aproape generală la pești, ea a fost observată la specii continentale și la cele marine, bentonice, cu răspândire continuă, în zone în care condițiile de viață se schimbă gradat și nu există bariere care să limiteze schimbul de indivizi și fluxul de gene. În cadrul arealului aceleiași specii se pot întâlni trei tipuri de variație geografică (izolate geografic, intergrade și variație clinală) în funcție de existența sau inexistența barierelor și a modului brusc sau gradat de schimbare a condițiilor de mediu. În variație clinală delimitarea subspeciilor este extrem de nesigură. Între arealele a două subspecii mult deosebite există o zonă largă în care trăiesc populații intermediare (populații intergrade); această tranziție se observă atunci când cele două subspecii trăiesc în habitate deosebite. Există și cazuri în care subspeciile geografice ale unei specii sunt net deosebite și nu există intergradație între ele, dar în aproape toate aceste cazuri este vorba de specii cu areal întrerupt (izolate geografice), la care arealele diferitelor rase geografice sunt situate la mari distanțe, iar în spațiul intermediar specia respectivă lipsește, de ex. o subspecie a fâsei mari (Cobitis elongata) trăiește în bazinul Dunării, alta în centrul Asiei Mici, a treia în Mongolia, a patra în estul Chinei.